# Andrzej Wysokiński
Andrzej Wysokiński (ur. w 1973 roku w Łukowie) – polski wykładowca akademicki, doktor habilitowany nauk rolniczych w dyscyplinie agronomii. Zatrudniony w Instytucie Rolnictwa i Ogrodnictwa na Wydziale Agrobioinżynierii i Nauk o Zwierzętach Uniwersytetu Przyrodniczo-Humanistycznego w Siedlcach.

## Życiorys
Absolwent Liceum Ogólnokształcącego  im. T Kościuszki w Łukowie (1992). W 1997 roku ukończył studia na kierunku Rolnictwo w Wyższej Szkole Rolniczo-Pedagogicznej w Siedlcach. Tytuł zawodowy mgr inż. uzyskał na podstawie pracy magisterskiej pt. „Jakość ziemniaka jadalnego w sieci handlowej Siedlec w latach 1993-96”. W 2005 r. obronił rozprawę doktorską pt. „Wpływ sposobu alkalizacji osadów ściekowych na ich wartość nawozową” na Wydziale Rolniczym Akademii Podlaskiej. Stopień doktora habilitowanego uzyskał w 2014 roku na Wydziale Przyrodniczym Uniwersytetu Przyrodniczo-Humanistycznego w Siedlcach w oparciu o rozprawę naukową pt. „Ilość azotu biologicznie zredukowanego przez łubin żółty (Lupinus luteus L.) i jego wykorzystanie przez roślinę następczą – żyto ozime (Secale cereale L.)”.
Specjalizuje się w chemii rolnej, bada tradycyjne i alternatywne źródła składników pokarmowych dla roślin. Opublikował 85 prac o charakterze naukowym. Członek Polskiego Towarzystwa Gleboznawczego oraz The International Union of Soil Science.